# Syntagmatisk analys
Syntagmatisk analys är en analysmetod inom semiotiken för att studera beroenden mellan symboler (tecken) i en symbolkedja (teckenkedja).